# Route nationale 250
Die Route nationale 250, kurz N 250 oder RN 250, ist eine französische Nationalstraße, die ursprünglich zwischen Bordeaux und Arcachon festgelegt wurde. Die Länge des ursprünglichen Straßenverlaufs beträgt etwa 60 Kilometer. Die Strecke mit der heutigen Klassifizierung als N 250 hat eine Länge von etwas mehr als drei Kilometern.

## D1250 (Bordeaux-Facture)
Bis 1973 galt die Strecke von Bordeaux nach Facture, einem Ortsteil von Biganos, als RN 650. Durch die Autobahnstrecke der Autoroute A 63 und der Autoroute A660 bis kurz vor Arcachon blieb die Herabstufung als Départementstraße.
Die D1250 führt bis kurz vor Facture parallel zur A63 entlang. Bei der Anschlussstelle 2 der Autoroute A660 geht die Strecke in der Autobahn auf.

## A 660
Ab der Anschlussstelle 2 nimmt die A660 den Verlauf der ursprünglichen Route nationale 250 auf. Ab der Anschlussstelle 3 ist die Strecke weiterhin als Autoroute beschildert, obwohl sich nunmehr zwei Kreisverkehre und damit keine planfreie Kreuzungen anschließen. Bei dem Kreisverkehr zum Flugplatz Arcachon-La Teste-de-Buch (D652) geht die Autoroute in die N 250 über.

## N 250
Das verbliebene kurze Teilstück der N 250 beginnt ab dem Kreisverkehr zum Flugplatz von Arcachon und La Teste-de-Buch und endet nach etwas mehr als drei Kilometern am Éxchangeur du Pilat. Von dort aus sind über die D250 die Küste und das Département Landes erreichbar.

## D 1250
Ab dem Abzweig Le Pilat führt die Straße als D 1250 weiter am Westrand von La Teste-de-Buch nach Arcachon nach Norden. Nach etwa vier Kilometern endet die D1250 am Kreisverkehr im Zentrum Arcachons bzw. am Strandboulevard (Boulevard de la Plage).